# Kraljev govor (2010.)
Kraljev govor (eng. The King's Speech) je britanska povijesna drama iz 2010. koju je režirao Tom Hooper prema scenariju Davida Seidlera. Film je nominiran za BAFTA-u u čak 14 kategorija (dobio ih je 7) i Oscara u 12 kategorija, pobijedivši u četiri najvažnije - najbolji film, najbolji redatelj (Tom Hooper), najbolji glavni glumac (Colin Firth) i najbolji originalni scenarij (David Seidler); te 7 Zlatnih globusa.
Firth tumači ulogu engleskoga kralja Georgea VI. koji, kako bi svladao svoje mucanje, odlazi kod Lionela Loguea, neortodoksnog logopeda kojega tumači Geoffrey Rush. Dok surađuju, dvojica muškaraca postaju dobri prijatelji, a kada mu brat, Eduard VIII., abdicira, kralj se oslanja na Loguea da mu pomogne održati radijski govor na samom početku Drugog svjetskog rata.
David Seidler je počeo čitati o Georgeu VI. nakon što je, tijekom mladosti, i sam svladao mucanje te je, koristeći informiranu maštu, napisao priču o odnosu dvaju muškaraca. Devet tjedana prije snimanja otkrivene su Logueove bilješke tako da su citati iz istih dodani u scenarij. Glavna fotografija odrađena je u Londonu i nekim drugim lokacijama Velike Britanije tijekom prosinca 2009. i siječnja 2010. godine. Film je premijeru imao u Sjedinjenim Državama 24. listopada 2010., a u Ujedinjenom Kraljevstvu 7. siječnja 2011. godine. Isprva je film označen za dobnu skupinu 15+ zbog psovki koje su se mogle čuti tijekom terapija kralja Georgea, što je kasnije promijenjeno zbog kritika.
Kraljev govor bio je tri tjedna na vrhu britanskog box officea po zaradi. Kritičari su ga iznimno hvalili zbog vizualnog dojma, umjetničke izvedbe i glume (što se ponajviše odnosilo na Firtha), dok su se drugi osvrnuli na krivo prikazivanje povijesnih događaja, posebnice na tobožnje Churchillovo prihvaćanje abdikacije.
Film je dobio niz nominacija i nagrada, od kojih je većina namijenjana Colinu Firthu. Nominiran je za 7 Zlatnih globusa, osvojivši onog za najboljeg glumca u drami (Colin Firth). Nominiran je i za 14 BAFTA, što je bio najveći broj nominacija među konkurencijom, dobivši one za najbolji film, glavnu mušku ulogu (Colin Firth) i nagrade za sporednog glumca i glumicu, koje su odnijeli Geoffrey Rush i Helena Bonham Carter. Film je dobio i najviše nominacija za Oscara, čak 12m dobivši ona četiri glavna -  najbolji film, najbolji redatelj (Tom Hooper), najbolji glavni glumac (Colin Firth) i najbolji originalni scenarij (David Seidler).

## Radnja
Film započinje govorom tadašnjeg princa Alberta, grofa od Yorka (Colin Firth), drugog sina kralja Georgea V., prilikom zatvaranja Britanske carske izložbe 1925. godine, na stadionu Wembley u pratnji svoje supruge Elizabeth (Helena Bonham Carter). Njegovo mucanje vidno zasmeta tisućama gledatelja okupljenih na stadionu. Princ pokušava nekolicinu neuspješnih tretmana i konačno odustaje, sve dok ga supruga ne uvjeri da posjeti čovjeka po imenu Lionel Logue (Geoffrey Rush), australskog logopeda na radu u Londonu. Na njihovom prvom sastanku, Logue zahtijeva da jedno drugog oslovljavaju krsnim imenima, što je bilo kršenje kraljevske etikete. Logue uvjeri Alberta da čita Hamletov solilokvij "Biti ili ne biti" dok, istovremeno, sluša uvertiru Mozartove opere Figarov pir na slušalicama. Logue snimi njegov govor na gramofonu, ali Albert, uvjeren kako je mucao, odlazi iz ureda. Logue mu gramofonsku ploču pokloni kao suvenir.
Dok kralj George V. (Michael Gambon) drži svoju Božićnu adresu 1934. godine, ukazuje sinu na važnost prijenosa za suvremenu monarhiju. Kasnije, Albert pusti gramofonsku ploču i čuje neprekinutu recitaciju solilokvija koju je izveo on sam. Odluči se vratiti Logueu, a dok vježbaju relaksaciju mišića i disanje, probijaju psihološke barijere prinčeva mucanja. Princ otkriva neke stresove svoga djetinjstva: strog otac, represija njegovog prirođenog pisanja lijevom rukom, bolni tretman iskrivljenih koljena metalnim iglama, dadilja koja je favorizirala njegova brata, Davida, princa od Walesa, pa bi ga namjerno udarala kako bi plakao i tako izbjegao susret s roditeljima i preuranjena smrt njegova mlađeg brata princa Johna 1919. godine. Kao dio tretmana, njih dvojica postaju prijatelji.
Dana 20. siječnja 1936., kralj George V. umire, a nasljeđuje ga princ David kao kralj Eduard VIII. (Guy Pearce). No, problem se stvori kada se kralj poželi oženiti s Wallis Simpson (Eve Best) nakon što njezin razvod bude ozakonjen. Takav bi čin uzrokovao ustavnu krizu. Kada, tijekom zabave u Dvorcu Balmoral, Albert upozori brata kako ne može oženiti Wallis i zadržati prijestolje, kralj Eduard VIII. ga optuži za urotu koja za cilj ima njegovo svrgavanje, a njegove satove kod logopeda navodi kao dokaz jer se preko njih priprema za nasilno preuzimanje vlasti. Albert ostaje bez riječi na te optužbe, a kralj ga provocira izrugujući se njegovom mucanju preko izraza "B-B-Bertie", kao što je to radio dok su bili djeca. Na sljedećem sastanku s Logueom, Albert spomene ovaj incident. U pokušaju da ga utješi, Logue ga uvjerava kako bi mogao biti kralj i govori da bi šiling u kojeg su se okladili trebao nositi njegov lik kada bude monarh. Albert optuži Loguea za izdaju i, u izljevu bijesa, izruguje se njegovoj neuspjeloj glumačkoj karijeri i skromnom porijeklu što uzrokuje probleme u njihovom prijateljstvu.
Kada Eduard VIII. abdicira kako bi se oženio, princ Albert postaje kralj George VI. U tom trenutku zatreba Logueovu pomoć tako da on i kraljica odlaze u dom Logueovih kako bi se ispričali. Kada kralj zahtijeva da Logue sjedi u kraljevskoj loži tijekom krunidbe u Westminsterskoj opatiji, dr. Cosmo Gordon Lang, nadbiskup od Canterburyja (Derek Jacobi), preispituje Loguove kvalifikacije. Ovo uzrokuje novi sukob između kralja i Loguea tijekom kojeg potonji otkriva da je karijeru započeo liječivši vojnike iz Prvog svjetskog rata. Kada Logue sjedne na prijetsolje kralja Eduarda i odbaci Krunidbeni kamen kao bezvezariju, Georgeovo snažno protivljenje takvom nepoštivanju relikvija dovodi ga do zaključka kako je jednako sposoban kao i njegovi prethodnici.
Dana 3. rujna 1939. godine, kralj se sprema održati govor povodom objave rata Trećem Reichu te poziva Loguea u Buckinghamsku palaču kako bi mu pomogao. Dok kralj i Logue šetaju palačom do malenog studija, Winston Churchill (Timothy Spall) otkriva kako je i on jednom imao problema s mucanjem, ali ih je preokrenuo u svoju korist. Kralj održi svoj govor kao da govori Logueu, a ovaj ga vodi kroz svaku riječ. Dok Logue gleda, kralj s obitelji izlazi na balkon gdje pred tisućama ljudi koji mu plješću treba održati govor.
Odjavna špica filma otkriva nam kako je, tijekom svih krljevih govora, Logue uvijek bio prisutan. Kralj i Lionel Logue ostali su i dalje prijatelji, a kralj mu je 1944. godine dodijelio počast Zapovjednika Kraljevskog viktorijanskog reda.

## Glumačka postava
- Colin Firth kao princ Albert, grof od Yorka / kralj George VI.
- Helena Bonham Carter kao Elizabeta, grofica od Yorka / kraljica Elizabeta
- Geoffrey Rush kao Lionel Logue
- Guy Pearce kao Eduard, princ od Walesa / kralj Eduard VIII.
- Michael Gambon kao kralj George V.
- Timothy Spall kao Winston Churchill
- Jennifer Ehle kao Myrtle Logue
- Derek Jacobi kao Cosmo Gordon Lang (Nadbiskup od Canterburyja)
- Anthony Andrews kao Stanley Baldwin
- Eve Best kao Wallis, grofica od Windsora
- Freya Wilson kao princeza Elizabeta
- Ramona Marquez kao princeza Margaret
- Claire Bloom kao kraljica Mary

## Produkcija

### Vizualni izgled
Hooper koristi nekoliko kinematografskih tehnika kako bi prikazao kraljev osjećaj ukočenosti. Glavna filmska kritičarka New York Timesa, Manohla Dargis, rekla je kako je osjećaj zatočenosti unutar kraljeve glave prikazan previše doslovno korištenjem fisheye objektiva, što je Hooper negirao, rekavši kako je samo koristio šire objektive od onih uobičajenih. Roger Ebert je primijetio kako je većina filma snimana u unutarnjem prostoru u izduljenim setovima, hodnicima i malim prostorima koji predstavljaju ukočenost i skučenost, što je u suprotnosti s tradicionalnom shemom povijesnih drama koja naglašava veličanstvenost. Hooper je koristio široke kadrove kako bi snimio pokrete tijela glumaca, posebice one Geoffreyja Rusha, koji se pripremao na pariškoj školi L'École Internationale de Théâtre Jacques Lecoq i koji "je konstantno briljantan u načinu na koji nosi svoje tijelo". Hooper je širio perspektivu kako bi prikazao Rushove geste, a kasnije i cjelokupne tjelesne pokrete i siluete. Isto je primjenjivano na Firthu. Tijekom prve scene konzultacija, kralj je pribijen uz veliki zid, zabijen u kut naslonjača, "kao da rukohvat naslonjača koristi kao prijatelja, neku vrstu osiguranja?" Martin Filler je pohvalio "nisko-vatažnu" kinametografiju Dannyja Cohena koji je sve napravio da izgleda kao da je "umočeno u jak čaj".

### Glazba
Glazbu za film skladao je Alexandre Desplat. U filmu o čovjeku koji se bori kako bi naučio govoriti, Desplat je bio iznimno oprezan da glazbom ne zasjeni dramaturgiju. Izazov je opisao ovako: "Ovo je film o zvuku glasa. Glazba se treba baviti time. Glazba se treba baviti tišinom. Glazba se treba baviti vremenom." Glazba je zapravo aranžman glazbe za gudala i klavir (s tim da se u jednoj sceni pojavljuju oboa i harfa) koja za cilj ima dočarati kraljevu tugu, a kasnije toplinu prijateljstva između Loguea i njega. Minimalistički pristup naglašava borbu protagonista za kontrolom u priču. Despalt je koristio ponavljanje jedne note kako bi obilježio ljepljivost kraljeva govora. Kako film napreduje, ugodni zvukovi gudala pojačavaju prijateljstvo dvojice glavnih likova da bi do vrhunca došlo tijekom scene krunidbe. Isprva je Hooper htio snimiti scenu bez glazbe, ali Desplat je inzistirao tvrdeći kako se tu radi o stvarnom klimaksu priče, o trenutku u kojem se njihovo prijateljstvo ratificira odlukom o međusobnom povjerenju. "To je iznimno rijetko", rekao je Desplat, "uglavnom imate ljubavne priče". Kako bi se dočarao zvuk vremena, glazba je snimana na posebnim mikrofonima izrađenima za kraljevsku obitelj koje je inženjer Pete Cobin uspio pronaći u arhivama EMI-ja. Glazba je nominirana za nekoliko nagrada među kojima se ističu Oscar za najbolju originalnu glazbu, Zlatni globus i BAFTA. Glazba koja se čuje tijekom kraljevog govora iz 1939. godine tijekom klimaksa filma je 2. stavak (Allegretto) iz Beethovenove VII. simfonije.

## Premijera
Svjetska premijera filma održala se 4. rujna 2010. godine na filmskom festivalu u Tellurideu, SAD. Sljedeće prikazivanje bilo ja na festivalu u Torontu, 10. rujna 2010. godine, na Firthov 50. rođendan, gdje je film dobio stojeće ovacije i nagradu publike. Poster za kino distribuciju redizajniran je i pojednostavljen tako da prikazuje samo Firthovu vilicu i mikrofon, na zahtjev Toma Hoopera, koji je izvorni poster smatrao previše kompliciranim.
Isprva je film dobio oznaku britanskin cenzora za dobnu skupinu 15+ zbog nekolicine scena u kojima Logue potiče kralja da psuje kako bi se oslobodio stresa. Na Londonskom filmskom festivalu, redatelj Tom Hooper je kritizirao tu odluku, postavljajući pitanje kako su filmovi kao Salt (2010.) i Casino Royale (2006.) upali u kategoriju 12A unatoč očitim scenama mučenja prisutnim u filmu. Nakon Hooperove kritike, cenzori su promijenili odluku i film stavili u kategoriju "12A" omogućujući tako gledanje filma djecu mlađoj od 12 godina ako su u pratnji odrasle osobe. Hooper je istu kritiku usmjerio prema američkim cenzorima koji su film stavili u R kategoriju onemogućujući bilo kojoj osobi mlađoj od 17 godina gledanje filma bez pratnje odrasle osobe. Ovdje ipak nije došlo do promjene kategorije. U svojoj recenziji, Roger Ebert oštro kritizira R kategoriju nazivajući tu odluku "potpuno neopravdanom", dodavajući kako je "ovaj film izvrstan za tinejdžere". U siječnju 2011. godine, Harvey Weinstein, producent filma, izjavio je kako razmišlja o izbacivanju nekih vulgarnih dijelova kako bi se kategorija promijenila i kako bi, time, film dobio veću gledanost. Hooper je, s druge strane, strogo odbacio izbacivanje spornih dijelova, ali je razmišljao o tome da ih cenzurira zvučnim signalom. Helena Bonham Carter je također stala u obranu filma: "[Film] nije nasilan. Pun je čovječnosti i domišljatosti. [On] nije samo za ljude s govornim manama već i za one koji imaju [sumnji]." Kasnije je ipak izdana izmijenjena verzija u kojoj su vulgarnosti cenzurirane. Ta je verzija svrstana u kategoriju PG-13 i bit će distribuirana u kinima diljem Sjedinjenih Država.
Film se u Australiji distribuira preko Transmissiona, a u Ujedinjenom Kraljevstvu preko Momentum Picturesa. The Weinstein Company glavni je distributer za Sjedinjene Američke Države, Beneluks, Skandinaviju, Njemačku, Kinu, Hong Kong i Latinsku Ameriku. Film je u Francuskoj prikazan 2. veljače 2011. godini pod naslovom Le discours d'un roi. Distribuciju je odradila Wild Bunch Distribution.

## Reakcije

### Zarada
Film je u Ujedinjenom Kraljevstvu i Irskoj ostvario najveću zaradu u prvom tjednu emitiranja, skupivši £3.510.000 iz 395 kina. The Guardian je ubrzo napisao kako je to najveća zarada u recentnijoj povijesti, usporedivši ju sa zaradom filma Milijunaš s ulice (2008.), koja je bila £1,5 milijuna manja. Film je nastavio s "tri nevjerojatna tjedna" na vrhu britanskog Box Officea, zaradivši preko £3 milijuna u četiri uzastopna tjedna, postavši prvi film nakon Priče o igračkama 3 (2010.) kojemu je to pošlo za rukom. Nakon pet tjedana u kinima, proglašen je za najuspješniji nezavisni britanski film u povijesti.
U Sjedinjenim Državama, Kraljev govor je zaradio je u prvom tjednu zaradio $355,450 iz četiri kina. Film ujedno drži rekord za najveću zaradu po kinu za 2010. godinu. Film je distribuiran u čak 700 kina na Božić, a 14. siječnja 2011. godine u 1.543 kina. Tijekom novogodišnjeg vikenda, u Sjevernoj Americi, zaradio je £4,81 milijun, a £7 milijuna tijekom vikenda povodom Dana Martina Luthera Kinga.
U Australiji, Kraljev govor je zaradio preko $6.281.686 AUD u prva dva tjedna prema podatcima koje je dostavila MPDAA (Motion Picture Distributors Association of Australia). Izvršni direktor Palace Cinemasa, Benjamin Zeccola, objavio je kako su reakcije gledatelja na film bile spektakularne. "To je naš broj 1 za cijeli period, diljem cijele zemlje. (...) Mislim da je uspješniji od Milijunaša s ulice i inspirativniji. Dobar je to primjer filma koji je započeo u nezavisnim kinima i probio se do mainstream kina."

### Komentari stručnjaka
Britanska udruga ljudi s govornim problemima pozdravila je prikazivanje Kraljevog govora, čestitajući autorima na njihovom "realističnom prikazivanju frustracije i straha od govora kojeg ljudi koji mucaju osjećaju na dnevnoj bazi". Dodali su i to kako "nas se interpretacija kraljevog mucanja Colina Firtha posebno dojmila zbog realističnosti i točnosti."

## Vanjske poveznice
- Službena stranica  Arhivirana inačica izvorne stranice od 28. siječnja 2011. (Wayback Machine) filma
- Kraljev govor u internetskoj bazi filmova IMDb-a
- Snimka mucanja kralja Georgea VI. prilikom govora 1938.  Arhivirana inačica izvorne stranice od 6. travnja 2011. (Wayback Machine)
- Snimka kraljevog govora na YouTubeu
- Snimka kraljevog govora iz BBC-jeve arhive